# Germán Navea
Germán Antonio Navea Torres (Chile, 10 de febrero de 1980) es un exfutbolista chileno. Jugador mediocampista y polifuncional, militó en diversos clubes de Chile. Siendo juvenil fue seleccionado Sub-17 Sudamericano Paraguay 1997, Mundial de Egipto 1997, Sub-20 en Sudamericano Argentina 1999.  También jugador de la Selección de fútbol de Chile en el partido realizado en Bolivia rumbo a Francia 98, Se retiraria debido al nacimiento de su hija Maithe Navea.

## Clubes
| Club                      | País  | Año       |
| ------------------------- | ----- | --------- |
| Deportes La Serena        | Chile | 1996-1999 |
| Club de Deportes Cobresal | Chile | 2000      |
| Coquimbo Unido            | Chile | 2001-2005 |
| Cobreloa                  | Chile | 2006      |
| Coquimbo Unido            | Chile | 2007      |
| Deportes Iquique          | Chile | 2008-2009 |
| Palestino                 | Chile | 2010      |